# Сидорово (Кадуйский район)
Сидорово — деревня в Кадуйском районе Вологодской области.
Входит в состав сельского поселения Семизерье (до 2015 года входила в Рукавицкое сельское поселение), с точки зрения административно-территориального деления — в Чупринский сельсовет.
Расположена на левом берегу реки Ворон. Расстояние по автодороге до районного центра Кадуя — 29 км, до центра муниципального образования деревни Малая Рукавицкая — 27 км. Ближайшие населённые пункты — Ворон, Григорово, Уйта.
По данным переписи в 2002 году постоянного населения не было.